# فرانسیسک تپا
فرانسیسک تپا (انگلیسی: Franciszek Tepa؛ ۱۷ سپتامبر ۱۸۲۹ – ۲۳ دسامبر ۱۸۸۹) نقاش اهل لهستان بود.